# Raya (patrón)

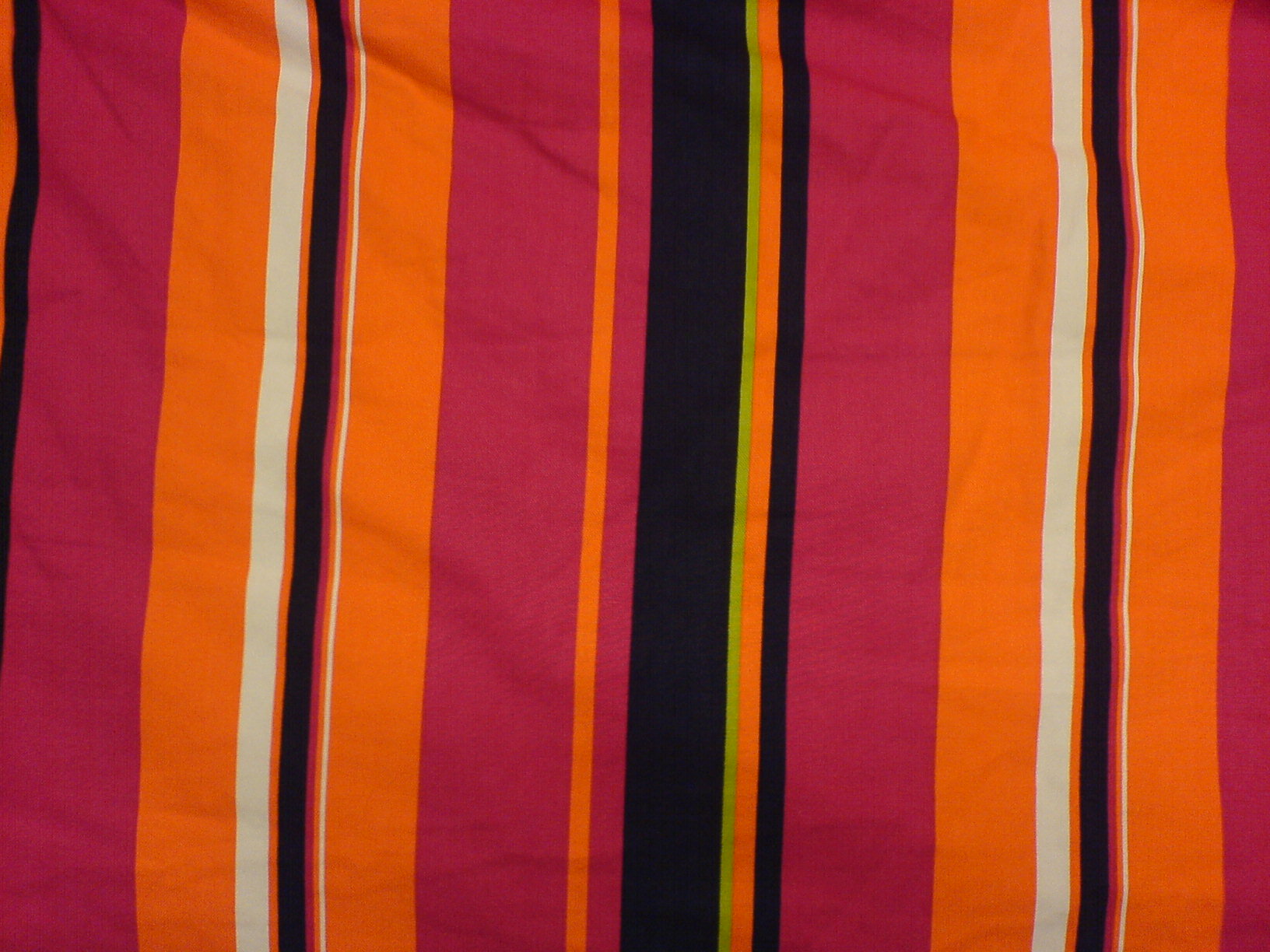
Patrón de rayas.

Una raya es una línea o banda que se diferencia en el color o tono de un área adyacente. Las rayas son un grupo de este tipo de líneas.
Como un patrón (más de una raya en conjunto), las rayas se observan con frecuencia en la naturaleza, comida, emblemas, prendas de vestir, y en otros lugares.
Dos tonos de rayas atraen la atención de uno por sí, y como tal se utilizan para señalizar peligros. Se utilizan en señales de tráfico, cinta barricada, y umbrales.
En la naturaleza, al igual que con la cebra, las rayas pueden haberse desarrollado a través de la selección natural para producir camuflaje.
Las rayas pueden dar atracción a ciertos alimentos. Un ejemplo es el bastón de caramelo.
Durante cientos de años, las rayas se han utilizado en las prendas de vestir.
- Datos: Q3421342
- Multimedia: Stripes / Q3421342